# Myospila bekilyana
Myospila bekilyana este o specie de muște din genul Myospila, familia Muscidae. A fost descrisă pentru prima dată de Seguy în anul 1938.
Este endemică în Madagascar. Conform Catalogue of Life specia Myospila bekilyana nu are subspecii cunoscute.